# Miloš Ćorlomanović
Miloš Ćorlomanović (Servisch:Милош Ћорломановић) (Pančevo, 14 september 1982) is Servisch - Chinese wetenschapper, waarvan de oorsprong is Servisch. Hij woont en werkt zowel in Servië als China. Hij is een ingenieur van elektrotechniek en een doctor in de natuurkunde, een specialist in de biofysica, een competent in NMR en een deskundige voor EMP -technologieën.
Hij is lid van het Instituut voor Natuurwetenschappen Lunchang (pinyin Longcheng), Beijing University, de Chinese Academie van Wetenschappen met een titel van academicus en een directeur van de ININT laboratorium (Institute for Advanced Research Nikola Tesla).
Zijn onderzoekingen betrekking op elektronica, fysica, biofysica, medische biologie, biotechniek, waterhuishouding, energetica, luchtvaart en ruimtevaart, alsmede quantum-informatietechnologie.
Hij wordt ingenomen door de theoretische natuurkunde domeinen, in het bijzonder torsie veld en quantuminformatie theorie, en heeft verschillende sciëntistische werken met betrekking tot deze onderwerpen. Hij heeft ook een paar technische uitvindingen in multidisciplinaire velden en theoretische conclusies. Het lijkt erop dat hij de eerste was die termen zoals geïntroduceerd quantuminformatie en quantum-informatietechnologie natuurkunde.
Zijn grootste ontdekking tot nu toe is de detectie van een complex signaal uit het vloeibare water, dat gebeurde op 19 augustus 2017 in het Institute for Biomedical Research and Bioengineering, in de Chinese stad Yantai, terwijl hij over klinische proeven werkte over invloed van Quantum velden op anti - kanker drug kwaliteit verbeteren en ook een quantuminformatieoperatie om hetzelfde geneesmiddel ook.

## Publicaties
- Testing the drug against cancer with the entered quantum information, via indirect methods of crystallization of frozen water in which the drug is dissolved, 2017
- Открытие детекции комплексных сигналов жидкой воды
- ЗАКОН ЦИКЛА И ЦИКЛИЧЕСКОЕ МИРОВОЗЗРЕНИЕ, НООСФЕРНОЕ МЫШЛЕНИЕ И ОБРАЗОВАНИЕ
- INTEGRATIVE BIOPHYSICS, QUANTUM MEDICINE & QUANTUM-HOLOGRAPHIC INFORMATICS: PSYCHOSOMATIC-COGNITIVE IMPLICATIONS
- SIMPLIFIED BIOMAGNETIC RESONANCE PROCEDURE IN THERAPEUTIC APPLICATION